# Wilhelm Figl
Wilhelm Figl (* 21. Januar 1938 in Stögersbach) ist ein ehemaliger österreichischer Generalleutnant.

## Leben
Er ist Mitglied der Wiener Akademischen Burschenschaft Moldavia und der Akademischen Burschenschaft Germania Graz. 2008 war er Hauptredner beim Totengedenken des Wiener Korporations-Ringes.
Als Oberst war er von 1984 bis 1986 Kommandant der 3. Panzergrenadierbrigade. Danach wurde er an die Landesverteidigungsakademie kommandiert. Bis 1999 war er im Rang eines Divisionärs Verteidigungsattaché des Bundesheeres für Slowenien und Albanien. Während des Kosovokrieges berichtete er über die „systematische Zerstörung von Dörfern“ durch serbische Truppen. Figl ging als Generalleutnant in den Ruhestand.